# Earophila ocellaria
Earophila ocellaria là một loài bướm đêm trong họ Geometridae.